# 全国警察柔道大会
全国警察柔道大会（ぜんこくけいさつじゅうどうたいかい）は、皇宮警察本部、及び各都道府県警察本部所属の警察官柔道選手による団体戦の全国大会。毎年秋に日本武道館で開催されている。

## 概説
1948年（昭和23年）に札幌、仙台、東京、大阪、広島、福岡の6管区による対抗戦形式の団体戦が開始されて、福岡管区が優勝を果たした。また、無差別による個人戦も開始された。
翌年からは管区対抗とともに府県対抗の団体戦も導入されることになった。1958年からは団体Aと団体Bの2部制が導入された。1963年からは個人戦にも軽量級、中量級、重量級による体重制が導入された。1969年からは団体戦が1部、2部と名称変更された。また、この年から個人戦は全国警察柔道選手権大会として別個に開催されることになった。1997年からは3部が新たに設けられて、3部制となった。
現在は1部12チーム(7人制)、2部18チーム(6人制)、3部18チーム(5人制)によって団体戦が争われる。